# Santiago Maior (Beja)
Santiago Maior foi uma freguesia portuguesa do Município de Beja que tinha com 43,05 km² de área e 7 620 habitantes (2011), e, por isso, uma densidade populacional de 177 hab/km².
Foi extinta em 2013, no âmbito de uma reforma administrativa nacional, tendo sido agregada à freguesia de São João Baptista, para formar uma nova freguesia denominada União das Freguesias de Beja (Santiago Maior e São João Baptista) da qual é a sede.

## População
| População da freguesia de Beja (Santiago Maior) (1864 – 2011) | População da freguesia de Beja (Santiago Maior) (1864 – 2011) | População da freguesia de Beja (Santiago Maior) (1864 – 2011) | População da freguesia de Beja (Santiago Maior) (1864 – 2011) | População da freguesia de Beja (Santiago Maior) (1864 – 2011) | População da freguesia de Beja (Santiago Maior) (1864 – 2011) | População da freguesia de Beja (Santiago Maior) (1864 – 2011) | População da freguesia de Beja (Santiago Maior) (1864 – 2011) | População da freguesia de Beja (Santiago Maior) (1864 – 2011) | População da freguesia de Beja (Santiago Maior) (1864 – 2011) | População da freguesia de Beja (Santiago Maior) (1864 – 2011) | População da freguesia de Beja (Santiago Maior) (1864 – 2011) | População da freguesia de Beja (Santiago Maior) (1864 – 2011) | População da freguesia de Beja (Santiago Maior) (1864 – 2011) | População da freguesia de Beja (Santiago Maior) (1864 – 2011) |
| ------------------------------------------------------------- | ------------------------------------------------------------- | ------------------------------------------------------------- | ------------------------------------------------------------- | ------------------------------------------------------------- | ------------------------------------------------------------- | ------------------------------------------------------------- | ------------------------------------------------------------- | ------------------------------------------------------------- | ------------------------------------------------------------- | ------------------------------------------------------------- | ------------------------------------------------------------- | ------------------------------------------------------------- | ------------------------------------------------------------- | ------------------------------------------------------------- |
| 1864                                                          | 1878                                                          | 1890                                                          | 1900                                                          | 1911                                                          | 1920                                                          | 1930                                                          | 1940                                                          | 1950                                                          | 1960                                                          | 1970                                                          | 1981                                                          | 1991                                                          | 2001                                                          | 2011                                                          |
| 1 854                                                         | 2 028                                                         | 2 212                                                         | 2 470                                                         | 2 463                                                         | 2 818                                                         | 3 748                                                         | 3 637                                                         | 5 438                                                         | 5 251                                                         | 5 551                                                         | 7 153                                                         | 7 331                                                         | 7 856                                                         | 7 620                                                         |

Em 1864 figura com a designção de São Tiago da Feira

## Património
- Villa romana de Pisões, englobando a represa romana que se situa próximo
- Castelo de Beja
- Ermida de Santo André
- Igreja da Misericórdia de Beja ou Antigos Açougues Municipais
- Hospital da Misericórdia de Beja
- Capela de Nossa Senhora dos Prazeres
- Pelourinho de Beja
- Igreja de Santo Amaro ou Capela de Santo Amaro

## Personalidades ilustres
- António Valverde Martins (1935 - 2020), político do Partido Comunista